# Городецкая, Нина Семёновна
Нина Семёновна Городецкая (1937 — 16 октября 2008) — передовик советского сельского хозяйства, оператор по откорму молодняка крупного рогатого скота колхоза «Первое Мая» Самойловского района Саратовской области, полный кавалер ордена Трудовой Славы (1983).

## Биография
Родилась в 1937 году на территории Самойловского района Саратовской области. В 1964 году начала работать телятницей колхоза «Первое Мая», центральная усадьба которого была расположена в Самойловке. Очень быстро познала все особенности профессии. Стала работать на откорме молодняка. Её показатели стали передовыми и лучшими в районе.
Указом Президиума Верховного Совета СССР от 14 февраля 1975 года была награждена орденом Трудовой Славы III степени.
Указом Президиума Верховного Совета СССР от 16 декабря 1980 года была награждена орденом Трудовой Славы II степени.
Указом Президиума Верховного Совета СССР от 27 августа 1990 года за успехи, достигнутые при выполнении плана и социалистических обязательств по увеличению продукции животноводства была награждена орденом Трудовой Славы I степени. Стала полным кавалером Ордена Трудовой Славы.
Проживала в районном центре Самойловка. Умерла 16 октября 2008 года. Похоронена на поселковом кладбище.

## Награды и звания
- Орден Трудовой Славы I степени (27.08.1990);
- Орден Трудовой Славы II степени (16.12.1980);
- Орден Трудовой Славы III степени (14.02.1975);
- Почётный гражданин Самойловского района.